# Amy-Jill Levine

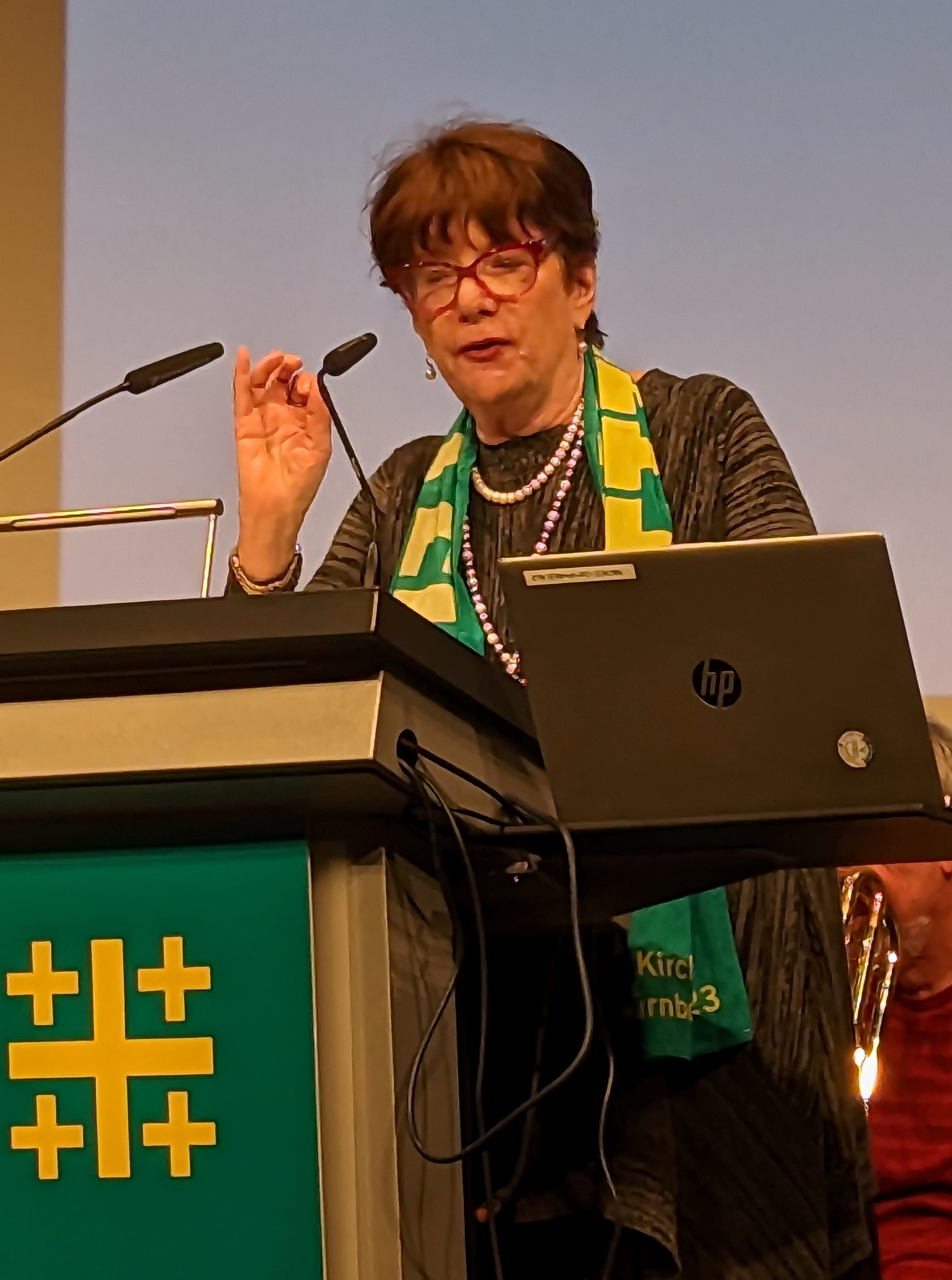
Amy-Jill Levine beim Deutschen Evangelischen Kirchentag 2023

Amy-Jill Levine (geboren 1956) ist eine US-amerikanische jüdische Bibelexegetin, Hochschullehrerin und Autorin. Derzeit ist sie Rabbi Stanley M. Kessler Distinguished Professor of New Testament and Jewish Studies an der Hartford International University for Religion and Peace in Hartford (Connecticut).

## Leben
Amy-Jill Levine wuchs in einer jüdischen Familie auf, die in einem römisch-katholisch geprägten Viertel von North Darmouth im Bristol County (Massachusetts) lebte. Die Familie war Mitglied der konservativen Synagoge Tifereth Israel in New Bedford (Massachusetts). Sie studierte zunächst am Smith College, wo sie mit Auszeichnung in den Fächern Religion und Englisch abschloss und in die Honor Society Phi Beta Kappa aufgenommen wurde. Anschließend ging sie für ein Promotionsstudium an die Duke University. Hier wurde sie 1984 mit einer Dissertation über das Matthäusevangelium (The Matthean Program of Salvation History) promoviert.
Sie begann ihre Lehrtätigkeit am Swarthmore College und lehrte dann bis 2021 als University Professor of New Testament Studies und Mary Jane Werthan Professor of Jewish Studies an der Theologischen Fakultät der Vanderbilt University in Nashville im US-Bundesstaat Tennessee. Sie selbst beschrieb sich als eine „Yankee-Jüdische Feministin, die an einer überwiegend protestantischen Theologischen Fakultät in der Gürtelschnalle des Bible Belt“ unterrichtete, in der evangelikaler Protestantismus ein integraler Bestandteil der Kultur ist. 2021 ernannte sie die Universität zur Emerita. Daneben ist sie bis heute Affiliated Professor am Woolf Institute an der Cambridge University in Großbritannien. Amy-Jill Levine war Vorstandsmitglied in der Society of Biblical Literature, der Catholic Biblical Association sowie der Association for Jewish Studies.
In ihrer Forschung und Lehre verbindet Levine „historisch-kritische Strenge, das Feingefühl der Literarkritik, und häufig eine Prise Humor mit einer Verpflichtung zur Beseitigung antisemitischer, sexistischer und homophober Theologien“. In ihrer Zeit an der Vanderbilt University war sie Mitglied der orthodoxen Synagogue Sherith Israel, obwohl sie selbst eher liberal lebt und nicht den orthodoxen Speisegesetzen und Sabbat-Vorschriften folgt.
Zusammen mit Marc Zvi Brettler gab sie 2011 The Jewish Annotated New Testament heraus, das seit 2021 auch in einer deutschen Übersetzung vorliegt. Herausgeber der deutschen Ausgabe sind Wolfgang Kraus, Michael Tilly und Axel Töllner.
Amy-Jill Levine ist verheiratet mit dem emeritierten Professor für jüdische Studien Jay Geller (* 1953).

## Mitgliedschaft
- Seit 2021: American Academy of Arts and Sciences

## Werke
- mit Marianne Blickenstaff (Hrsg.): A Feminist Companion to Matthew. Sheffield 2001, ISBN 978-1-841-27211-5.
- mit Marianne Blickenstaff (Hrsg.): A Feminist Companion to Mark Sheffield 2001, ISBN 978-1-84127-194-1.
- mit Marianne Blickenstaff (Hrsg.): A Feminist Companion to Luke Sheffield 2002, ISBN 978-1-84127-174-3.
- mit Marianne Blickenstaff (Hrsg.): A Feminist Companion to John. 2 Bände. Sheffield 2002, ISBN 978-0-8264-6333-3.
- The Misunderstood Jew: The Church and the Scandal of the Jewish Jesus. Harper Collins, San Francisco 2006, ISBN 978-0-06-078966-4
- mit Dale C. Allison Jr., John Dominic Crossan (Hrsg.): The Historical Jesus in Context. (= Princeton Readings in Religions, Band 31). Princeton University Press, Princeton 2006, ISBN 0-691-00991-0.
- mit Marc Zvi Brettler (Hrsg.): The Jewish Annotated New Testament. Oxford University Press, New York 2011, ISBN 978-0-19-529770-6.
  - Deutsche Ausgabe: Wolfgang Kraus, Michael Tilly und Axel Töllner (Hrsg.): Das Neue Testament jüdisch erklärt: Lutherübersetzung. Übersetzt von Monika Müller und Jan Raithel. Deutsche Bibelgesellschaft, Stuttgart 2021, ISBN 978-3-438-03384-0.
- Short Stories by Jesus: The Enigmatic Parables of a Controversial Rabbi. HarperOne, San Francisco 2014, ISBN 978-0-06-156103-0.
- mit Marc Zvi Brettler (Hrsg.): The Bible With and Without Jesus: How Jews and Christians Read the Same Stories Differently. HarperOne, San Francisco 2020, ISBN 978-0-06-256015-5.
- The Pharisees. Grand Rapids, MI: Eerdmans 2021, ISBN 978-0-8028-7929-5.
- mit Joseph Sievers, Jens Schröter (Hrsg.): Die Pharisäer. Geschichte und Bedeutung. Übersetzt von Claus-Jürgen Thornton. Mit einem Geleitwort von Papst Franziskus. Herder Verlag, Freiburg im Breisgau 2024, ISBN 978-3-451-39459-1.